# أنطونيو بوا
أنطونيو بوا (بالإيطالية: Antonio Bua)‏ هو لاعب كرة قدم إيطالي في مركز الوسط، ولد في 23 أغسطس 1990 في باليرمو في إيطاليا. لعب مع نادي بان.